# Саби и мечове
„Саби и мечове“ е български телевизионен игрален филм (детски, фентъзи) от 1980 година на режисьора Генчо Генчев, по сценарий на Цветан Пешев. Оператор е Валентин Христов. Музиката е композирана от Борис Карадимчев.Художник Недьо Недев.

## Актьорски състав
| Роля     | Изпълнител         |
| -------- | ------------------ |
| обущарят | з. а. Антон Горчев |
|          | Пейчо Драгоев      |
|          | Тодор Пройков      |
|          | Владимир Русинов   |
|          | Илия Георгиев      |
|          | Ленко Гурков       |
|          | Иван Зойн          |
|          | Атанас Атанасов    |
|          | Георги Цветков     |
|          | Владислав Иванов   |
|          | Стоян Стойчев      |
|          | Дочо Вачков        |
|          | Ангел Геров        |
|          |                    |